# Hendrikje Wangemann
Hendrikje Wangemann (* 1961 in Kropstädt) ist eine deutsche Sängerin (Sopran).

## Leben
Hendrikje Wangemanns Mutter war Chorsängerin. Privaten Gesangsunterricht erhielt Wangemann zunächst bei Lotte Taubenreuther. Dann studierte sie bei Eva Schubert und Christa Noack an der Hochschule für Musik „Felix Mendelssohn Bartholdy“ Leipzig. Darüber hinaus wurde sie von Věnceslava Hrubá-Freiberger und Hermann Christian Polster unterrichtet. Während ihres Studiums debütierte sie am Landestheater Halle als Armida in Händels Rinaldo.
Von 1987 bis 1991 gehörte sie dem dortigen Opernensemble an. Regelmäßig nahm sie während dieser Zeit an den Händel-Festspielen Halle teil; 1994 erneut in der Oper Flavio. Dort sang sie u. a. in Rinaldo (Armida), Tamerlano (Asteria), Rigoletto (Gilda), Figaros Hochzeit (Susanna), Fidelio (Marzellini), Falstaff (Nannetta) und Carmen (Micaela). 1991 wechselte sie an die Oper Leipzig (Lyrischer Sopran). Hier übernahm sie Rollen wie La Bohème (Musetta), Così fan tutte (Despina), Don Giovanni (Zerline), Le Grand Macabre (Amanda), Greek (Mum), Die Nase (Brezelverkäuferin) und Rigoletto (Gräfin Ceprano). 1997 war sie an der Uraufführung von Jörg Herchets Abraum beteiligt. Gastspiele führten sie u. a. in die Schweiz, nach Österreich, Ungarn und Polen. Darüber hinaus war sie als Konzertsängerin tätig.
2006 wurde sie Lehrbeauftragte und 2008 Professorin an der Hochschule für Musik Carl Maria von Weber Dresden. Seit 2010 ist sie Studiendekanin.